# Liste der Naturdenkmale in Herxheim am Berg
Die Liste der Naturdenkmale in Herxheim am Berg nennt die im Gemeindegebiet von Herxheim am Berg ausgewiesenen Naturdenkmale (Stand 4. März 2024).

## Naturdenkmale
| Nr.         | Bezeichnung                | Lage                                                                        | Beschreibung                                                                                         | Bild                                    |
| ----------- | -------------------------- | --------------------------------------------------------------------------- | --- | --------------------------------------- |
| ND-7332-212 | 35 alte Bäume im Kirchhof  | Friedhofstraße Lage                                                         | Baumbestand um die Kirche und auf dem ehemaligen Kirchhof; flächenhaftes Naturdenkmal                | Fotos hochladen                         |
| ND-7332-226 | Eine Weide am Felsengraben | südlich des Ortes; Flur Im Tal Lage                                         | Salix sp.                                                                                            | Direkt Bild zu diesem Denkmal hochladen |
| ND-7332-252 | Karsthöhle                 | südlich des Ortes; Flur In der Ackergewann Lage                             | Karsthöhle in der unteren Wiesbaden-Formation, Lebensraum seltener Tiere; flächenhaftes Naturdenkmal | Fotos hochladen                         |
| ND-7332-496 | Teufelsmauer               | in der Waldgemarkung westlich von Leistadt, unterhalb des Weilerskopfs Lage | Felsengruppe; teilweise zu Bad Dürkheim                                                              | Direkt Bild zu diesem Denkmal hochladen |